# Magnus Håkansson

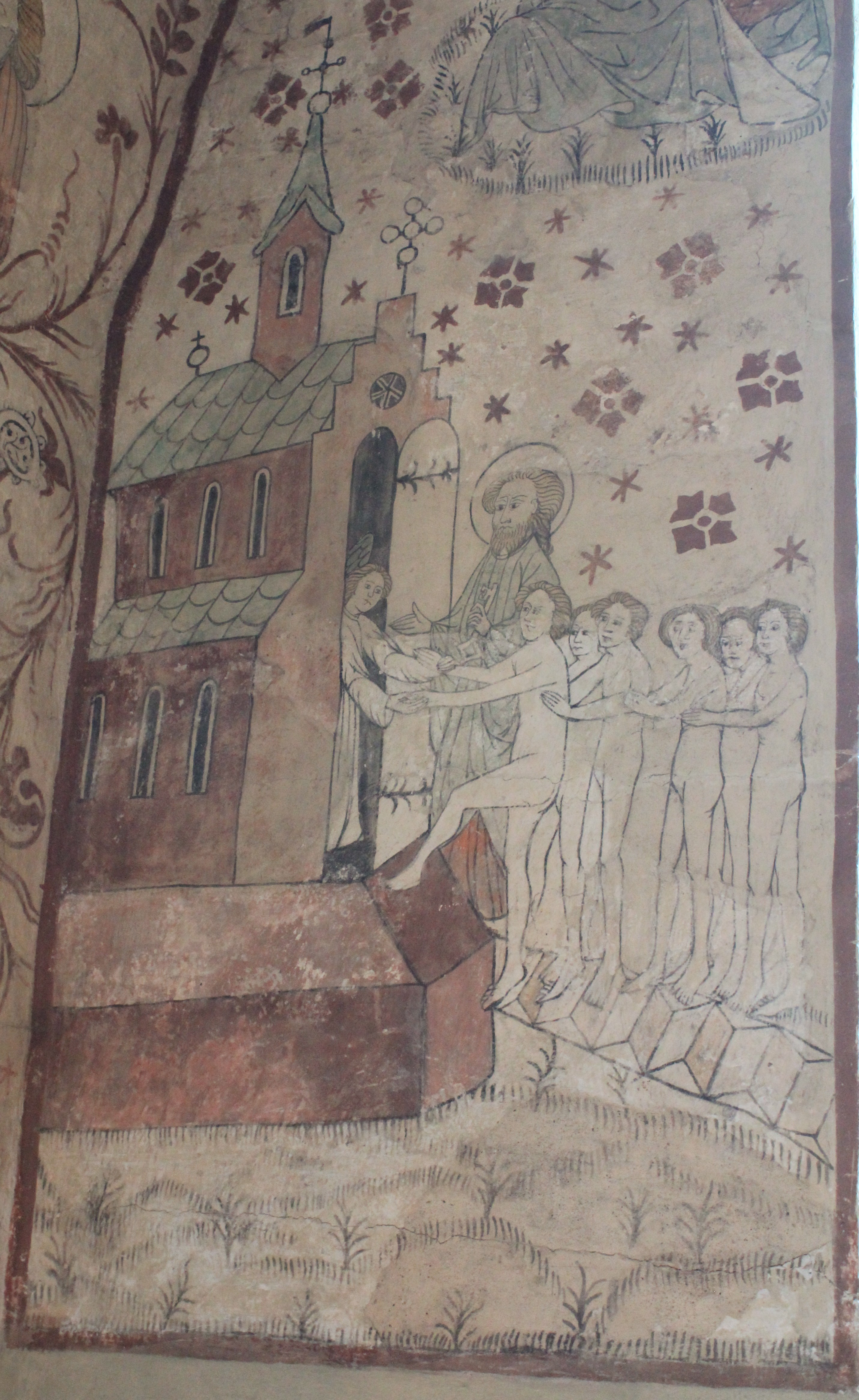
Medeltida målning av porten till himmelen i Heliga trefaldighets kyrka i Arboga, troligen utförd av Magnus Håkansson.

Magnus Håkansson (Haquini), död 1470, var en medeltida kyrkomålare.
Håkansson omtalas i Vadstenadiariet som en förutvarande köpman från Arboga som 1442 vigdes till munk i klostret. af Ugglas har förmodat att han troligen var bror till Nils Håkansson. Magnus visade vid klostret ett så stort intresse för målarkonst och färgtillverkning att han sändes till klostret i Maribo för att studera under munken Snedarus ledning. Med anledning av hans härstamning från Arboga har man gissat att han utförde målningarna i Heliga Trefaldighetskyrkan. Dessa målningar blev hårt restaurerade 1897 men stämmer väl överens med det birgittinska måleriet. Hela södra långväggen samt tillhörande breda sköldbågar smyckas av en lång rad berättande framställningar där scener ur Franciskus av Assisis liv intar en framträdande plats. Dessutom förekommer bilder ur passionshistorien, helgonfigurer samt enskilda apostlar och helgonfigurer.